# Фудбалски савез Војводине
Фудбалски савез Војводине (ФСВ) је организација која управља фудбалом у Војводини са седиштем у Новом Саду. Један је од територијалних савеза у оквиру Фудбалског савеза Србије.

## Историја
Правила Новосадско-српског фудбалског (ногометног) друштва “Војводина” установљена на Главној скупштини ради конституисања, 22. марта 1919. године, које је Министар унутрашњих послова одобрио под бројем 4423 у Београду 14. априла 1919. године, сматрају се оснивачким актом данашњег Фудбалског савеза Војводине.
У времену после Другог светског рата са најдужим стажом на функцијама у Фудбалском савезу Војводине били су председници (пок.) Владислав Бељански – Баја и Томислав Караџић и секретари Радомир Крстић и (пок.) Пера Јоцић.

## Организација
Територијални фудбалски савези ФС Војводине, ФС Косова и Метохије, ФС региона Западне Србије, ФС региона Источне Србије и ФС Београда покривају одређену територију коју је одредио Извршни одбор ФС Србије и у потпуности су одговорни за организовање, администрацију и руковођење фудбалским такмичењем на својој територији сходно овом Статуту. Територијални савези из претходне тачке састоје се од окружних (подручних) градских и општинских савеза, фудбалских клубова као чланова и/или стручних фудбалских организација или посебних фудбалских организација која су удружена у том територијалном савезу. Статути Фудбалских савеза покрајина, региона, Београда и осталих савеза у оквиру њих морају бити у сагласности са Статутом ФСС.
Покрајински савез је територијални савез за територију аутономне покрајине. Клубови, територијални савези и организације на територији аутономне покрајине су чланови тог покрајинског фудбалског савеза. Покрајински савези у остваривању својих циљева и задатака самостално уређују своју унутарашњу организацију и рад, доносе и остварују програме развоја фудбалског спорта на територији аутономне покрајине, организују и воде такмичења, остварују задатке савеза на територији аутономних покрајина, дају мишљења и предлоге о питањима рада ФС Србије, врше избор органа савеза и остварују друга права, обавезе и одговорности на својој територији, које им повери ФС Србије и која утврде својим статутом.

## Такмичења
Фудбалска такмичења на нивоу Аутономне Покрајине Војводине организована су на следећи начин:

### Фудбал
- Српска лига (1/4 групе) — трећа лига
  - Српска лига Војводина
- Зонске лиге (3/10 група) — четврта лига
  - Војвођанска лига Север
  - Војвођанска лига Исток
  - Војвођанска лига Југ
- Окружне лиге (6/31 лиге) — пета лига
  - ПФЛ Суботица
  - ПФЛ Зрењанин
  - ПФЛ Панчево
  - ПФЛ Сомбор
  - ПФЛ Сремска Митровица
  - Новосадска лига
- Међуопштинске лиге (12/52 лиге) — шеста лига
  - Потиска Међуопштинска лига
  - Међуопштинска лига Бачка Топола - Мали Иђош - Врбас - Бечеј - Србобран
  - Градска лига Суботица
  - Општинска лига Бачка Паланка (1. разред)
  - Међуопштинска лига Сомбор (1. разред)
  - А лига ФСГ Зрењанин
  - Међуопштинска лига Кикинда - Житиште
  - Друга Јужнобанатска лига Исток
  - Друга Јужнобанатска лига Запад - група Север
  - Друга Јужнобанатска лига Запад - група Југ
  - Међуопштинска лига Срем
  - Градска лига Нови Сад
- Општинске лиге (10/57 лига) — седма лига
  - Општинска лига Пећинци
  - Општинска лига Шид
  - Општинска лига Инђија - Стара Пазова
  - Општинска лига Рума - Ириг (1. разред)
  - Градска лига Сремска Митровица (1. разред)
  - Б лига ФСГ Зрењанин
  - Општинска лига Алибунар - Пландиште
  - Општинска лига Вршац - Бела Црква
  - Општинска лига Бачка Паланка (2. разред)
  - Међуопштинска лига Сомбор (2. разред)
- Друге општинске лиге (2/6 лига) — осма лига
  - Општинска лига Рума - Ириг (2. разред)
  - Градска лига Сремска Митровица (2. разред)

### Футсал
- Трећа футсал лига Србије (1/4 групе) — трећа лига
  - Футсал лига Војводине - група Запад
  - Футсал лига Војводине - група Исток

### Фудбал
- Друга лига Србије у фудбалу за жене (1/3 лиге) — трећа лига
  - Друга женска лига Север

### Мушкарци
- Куп Војводине

## Клубови
Комплетна активност бављења фудбалским спортом на територији Фудбалског савеза Војводине се обавља са укупно:
- регистровани фудбалски клубови – 469
- лиге у којима се одвија такмичење – 88
- екипе у клубовима разних узраста – 1190
- регистровани играчи – 35529
- фудбалски тренери са дипломом – 1403
- здравствени радници који раде у клубовима – 521
- фудбалске судије – 999
- фудбалски инструктори – 345
- фудбалски објекти – 802

Поред овог броја постоји и преко три стотине разних других селекција и екипа у дечијем, школском и малом фудбалу која нису регистрована код Министарства просвете и спорта. Ове активности се обављају и њима непосредно руководе кроз разне степене такмичења:
- Општински фудбалски савези – 29
- Подручни фудбалски савези – 6

а њихов рад обједињује Фудбалски савез Војводине који остварује утврђену политику фудбалског развоја.

### Најуспешнији клубови и фудбалери
- Најуспешнији клубови су:[1]
- Војводина (Нови Сад), првак Југославије 1965/66. и 1988/89. године и учесник Купа европских првака, двоструки финалиста Купа Југославије, победник Средњoевропског купа 1977. године и учесник Купа УЕФА и УЕФА Интертото купа.
- Спартак (Суботица), вишегодишњи члан Прве савезне лиге и финалиста Купа Југославије.
- Пролетер (Зрењанин), вишегодишњи члан Прве савезне лиге и учесник УЕФА Интертото купа.
- Хајдук (Кула), члан Прве савезне лиге непрекидно од 1992. године и учесник УЕФА Интертото купа (1997).
- Бечеј, вишегодишњи члан Прве савезне лиге и учесник Купа УЕФА и УЕФА Интертото купа.
- Будућност (Банатски Двор), члан Прве савезне лиге, финалиста Купа Србије и Црне Горе и учесник Купа УЕФА. Од 2006/2007. године под именом Банат Зрењанин (Зрењанин) члан Супер лиге Србије.
- Младост (Апатин), члан Прве савезне лиге Прве савезне лиге 2001/2002. године и Супер лига Србије.
- Нови Сад, Црвенка и Кикинда, ранији чланови Прве савезне лиге.

Најистакнутији фудбалери из војвођанских клубова (према броју одиграних утакмица у репрезентацији и освојеним медаљама на олимпијским играма, светским и европским првенствима):
- Вујадин Бошков (57 утакмица и сребрна медаља на ОИ 1952)
- Тодор Веселиновић (37 утакмица и сребрна медаља на ОИ 1956)
- Доброслав Крстић (30 утакмица и сребрна медаља на ОИ 1956)
- Тихомир Огњанов (28 утакмица и сребрна медаља на ОИ 1952)
- Здравко Рајков (28 утакмица)
- Илија Пантелић (18 утакмица и сребрна медаља на Купу нација 1968)
- Силвестер Такач (15 утакмица)
- Добривоје Тривић (13 утакмица и сребрна медаља на Купу нација 1968)
- Ратко Свилар (9 утакмица)
- Новак Рогановић (7 утакмица и златна медаља на ОИ 1960)